# Suzhou Dongwu Football Club
El Suzhou Dongwu Football Club (en chino simplificado, 苏州东吴) es un equipo de Fútbol de China que juega en la Primera Liga China, la segunda división nacional.

## Historia
Fue fundado el 29 de mayo de 2008 en la ciudad de Suzhou en la provincia de Jiangsu con el nombre Suzhou Jinfu. En 2012 luego de ser campeón nacional a nivel aficionado en 2012 pasa a tener su nombre actual tres años después; y logra el ascenso a la Segunda Liga China al año siguiente.
En 2019 logra el ascenso a la Primera Liga China luego del abandono del Sichuan Longfor por problemas financieros.

## Nombres
- 2008–2014 Suzhou Jinfu F.C. 苏州锦富
- 2015– Suzhou Dongwu F.C. 苏州东吴

## Palmarés
- Campeonato de Fútbol Aficionado de China: 2

2012, 2015

## Entrenadores
- Tang Bo (2012–2016)
- Kazuo Uchida (2017–2018)
- Liu Junwei (2019–2020)[4]
- Gary White (2020–Presente)